# Burnham (Illinois)
Pour les articles homonymes, voir Burnham.
Burnham est un village situé dans la proche banlieue de Chicago au nord-est de l'État de l'Illinois dans le comté de Cook aux États-Unis. Il partage ses frontières municipales avec la ville de Chicago au nord.